# Sapromyzosoma parallela
Sapromyzosoma parallela is een vliegensoort uit de familie van de Lauxaniidae. De wetenschappelijke naam van de soort is voor het eerst geldig gepubliceerd in 1992 door Carles-Tolra.